# Grande Tapisserie du World Trade Center
Le Grande Tapisserie du World Trade Center est une tapisserie conçue en 1974 par Joan Miró et Josep Royo pour le World Trade Center à New York mais qui a disparu au cours des attentats du 11 septembre 2001. L'œuvre était accrochée en face de la tour numéro deux.

## Contexte
Saul Wenegrat, ancien directeur du programme d'art pour le Port Authority of New York and New Jersey, avait suggéré à Miró de créer une tapisserie pour le World Trade Center, mais l'artiste avait refusé car il n'avait aucune expérience dans les tapisseries et n'aurait pu la réaliser uniquement de ses propres mains. Cependant, après que sa fille s'est remise d'un accident en Espagne, Miró accepta de faire une tapisserie pour l'hôpital qui l'avait soignée comme un signe de reconnaissance.
Ayant appris la technique du tapissier Josep Royo, Miró fit plusieurs autres tapisseries avec Royo, dont une pour le World Trade Center, Femme pour la National Gallery of Art de Washington et une pour la Fondation Joan-Miró.

## Spécificités techniques
Le travail était une œuvre abstraite, avec des blocs de couleurs vives, rouge, vert, bleu et jaune, avec des éléments noirs et un fond brun clair. Faite de laine et de chanvre, elle mesurait 6,1 × 10,7 m et pesait 4 tonnes. Elle a été achevée en 1973, et affichée à une rétrospective au Grand Palais à Paris avant d'être installée à New York en 1974.
Elle a été détruite le 11 septembre 2001, dans l'effondrement du World Trade Center.